# Manitou BF
Manitou BF S.A. – francuski producent maszyn budowlanych i rolniczych z siedzibą w Ancenis we Francji.

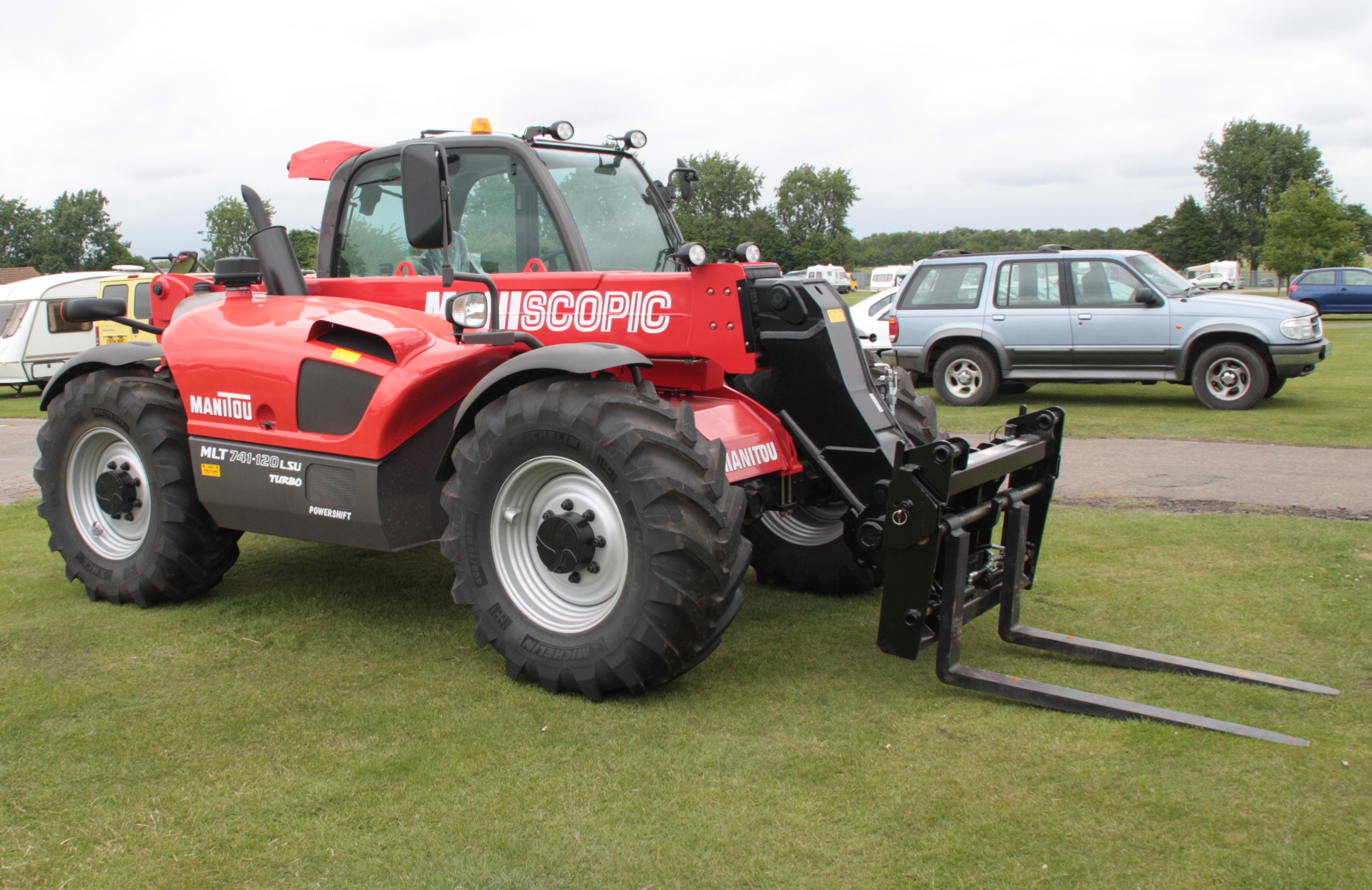
Ładowarka teleskopowa Manitou MLT 741-120 LSU

## Historia
W 1953 roku Braud nawiązał współpracę z innym lokalnym producentem materiałów budowlanych Faucheux, zmieniając nazwę firmy na Braud & Faucheux. Linia produktów firmy została rozszerzona o pierwsze dźwigi, a zakłady produkcyjne firmy zostały rozbudowane, aby zaspokoić popyt spowodowany ciągłym ożywieniem gospodarczym Francji.
W 1957 roku Marcel Braud zaprezentował pierwszy terenowy projekt wózka widłowego.
W 1972 roku wspólnie z japońską Toyotą zostaje utworzona spółka CFM (Compagnie Française de Manutention) w celu dystrybucji elektrycznych wózków widłowych we Francji
W 1981 roku marka staje się nazwą firmy, która odtąd nazywa się Manitou BF.
W 1989 roku rozpoczęto produkcję ładowarek teleskopowych dla rolnictwa Maniscopic serii MLT.
W 1998 roku następuje podpisanie umowy z firmą New Holland na produkcję ładowarek teleskopowych serii LM w fabryce w Rennes.
W 2014 roku rozpoczęto kooperację z firmą Deutz AG.